# Asino papa

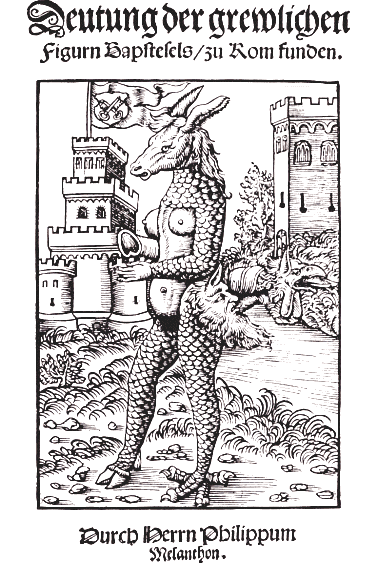
L'asino papa (Der Bapstesel)

L'Asino papa (Der Bapstesel zu Rom) è una parte di un volume di satira religiosa pubblicato a Wittenberg nel 1523 da Martin Lutero e da Filippo Melantone, illustrato da una celebre incisione di Lucas Cranach il Vecchio, forse copiata da un originale italiano risalente al 1496, raffigurante il mostruoso animale.
L'illustrazione del “papa asino” è accompagnata da quella del “vitello monaco” ed è contenuta nel volumetto propagandistico intitolato Descrizione delle due spaventose figure, del papa asino di Roma e del vitello monaco di Freiberg.
Entrambe le incisioni di Lucas Cranach sono corredate di un commento, scritto da Melantone per il “papa asino”, da Lutero per il “vitello monaco”, che illustra il significato della prodigiosa e straordinaria apparizione di queste due mostruose figure.
Il “papa asino” sarebbe stato trovato morto nel Tevere nel corso dell'anno 1496. Avrebbe avuto la testa d'asino, il petto femmineo, una zampa posteriore bovina e l'altra simile a quella di un'aquila, il posteriore in forma di terrifica e barbuta maschera diabolica con una lunga coda a testa di drago. Nello sfondo dell'incisione realizzata da Cranach si distinguono chiaramente il Tevere, la rocca di Castel Sant'Angelo e la Tor di Nona (all'epoca prigione dello Stato pontificio).
Un originale italiano della figura non è stato però mai trovato e non è chiaro se sia veramente esistito. Il periodo indicato (1496) è comunque quello del contestatissimo pontificato di Alessandro VI Borgia.
L'interpretazione del prodigio da parte di Melantone è tutta una feroce satira antipontificia, che identifica nelle caratteristiche dell'animale i mali e le degenerazioni della Chiesa, che la divina apparizione dimostra ormai caduta nelle mani dell'Anticristo.
Analogamente, anche il “vitello monaco” di Freiburg è interpretato da Lutero come un chiaro segno di avvertimento divino contro l'intollerabile corruzione ormai raggiunta dal mondo ecclesiastico, che anche in questo caso è simboleggiata dalle caratteristiche dell'orrido mostro.
Nell'uno e nell'altro caso Lutero e Melantone non inventarono le storie dell'asino papa e del vitello monaco, ma si servirono abilmente di leggende popolari già diffuse, che i due riformatori sfruttarono a fondo nel corso della battaglia ideologica da loro condotta contro la Chiesa di Roma. Il libello sull'”asino papa” è un buon esempio di come, con l'aiuto del nuovo e potentissimo mezzo della stampa, la controversia religiosa scatenata da Lutero non risparmiò nulla di ciò che poteva colpire l'immaginazione popolare.